# Tangentenviereck

Ein Tangentenviereck ABCD mit Inkreis k

Ein Tangentenviereck ist ein Viereck, dessen Seiten Tangenten eines Kreises sind. Diesen Kreis nennt man den Inkreis des Tangentenvierecks. Ein solches Tangentenviereck ist immer konvex. Vierecke, bei denen lediglich die verlängerten Seiten Tangenten eines Kreises sind und die damit auch nicht notwendigerweise konvex sein müssen, sind keine Tangentenvierecke im Sinne der hiesigen Definition. Spezielle Tangentenvierecke sind das Quadrat, die Raute und das Drachenviereck.

## Eigenschaften
Für jedes Tangentenviereck gilt der Satz von Pitot: Die Summe der Längen zweier gegenüberliegender Seiten ist gleich der Summe der Längen der anderen beiden Seiten. Es gilt also
{\displaystyle a+c=b+d}
Beweis (siehe Skizze unten):
{\displaystyle a+c=e+f+g+h}
{\displaystyle b+d=e+h+f+g}
also
{\displaystyle a+c=b+d}
Umgekehrt gilt auch, dass jedes konvexe Viereck mit {\displaystyle a+c=b+d} einen Inkreis besitzt und somit ein Tangentenviereck ist. Der Satz von Pitot und seine Umkehrung werden zusammen auch als Satz vom Tangentenviereck bezeichnet.
Der Mittelpunkt des Inkreises ist der Schnittpunkt der Winkelhalbierenden aller vier Innenwinkel. Deshalb müssen sich beim Tangentenviereck alle Winkelhalbierenden auch in einem Punkt schneiden.
Außerdem ist ein Viereck, das kein Trapez ist, genau dann ein Tangentenviereck, wenn folgenden Bedingungen gelten (siehe Skizze):
Dabei ist E der Schnittpunkt der Geraden {\displaystyle AB} und {\displaystyle CD} und F ist der Schnittpunkt der Geraden {\displaystyle BC} und {\displaystyle DA}.
Beweis siehe Wikibooks Beweisarchiv.
Sind P, Q, R, S die Fußpunkte der Lote des Inkreismittelpunkts M auf die Seiten AB, BC, CD, DA und {\displaystyle r} der Inkreisradius des Tangentenvierecks, dann sind die rechtwinkligen Dreiecke MSA und APM nach dem Kongruenzsatz SWS kongruent, weil sie die Seite AM gemeinsam haben und außerdem {\displaystyle {\overline {MS}}={\overline {MP}}=r} und {\displaystyle \angle MSA=\angle APM=90^{\circ }} gilt. Daraus folgt, dass die Innenwinkel dieser rechtwinkligen Dreiecke jeweils gleich sind, also gilt auch {\displaystyle \angle AMS=\angle PMA}. Entsprechend gilt {\displaystyle \angle BMP=\angle QMB}, {\displaystyle \angle CMQ=\angle RMC} und {\displaystyle \angle DMR=\angle SMD}. Die Summe dieser acht Teilwinkel am Inkreismittelpunkt M ist gleich 360°. Daraus folgt schließlich {\displaystyle \angle BMA+\angle DMC=\angle PMA+\angle BMP+\angle RMC+\angle DMR=180^{\circ }} und {\displaystyle \angle CMB+\angle AMD=\angle QMB+\angle CMQ+\angle SMD+\angle AMS=180^{\circ }}, also {\displaystyle \angle BMA+\angle DMC=\angle CMB+\angle AMD=180^{\circ }}. Die Summe der gegenüber liegenden Winkel am Inkreismittelpunkt beträgt also jeweils 180°.

## Formeln
| Mathematische Formeln zum Tangentenviereck | Mathematische Formeln zum Tangentenviereck | Mathematische Formeln zum Tangentenviereck |
| ------------------------------------------ | --- | ------------------------------------------ |
| Flächeninhalt                              | {\displaystyle A=r\cdot (a+c)=r\cdot (b+d)} |                                            |
| Flächeninhalt                              | {\displaystyle A={\frac {1}{2}}\cdot {\sqrt {p^{2}\cdot q^{2}-(a\cdot c-b\cdot d)^{2}}}}                                                                                                   |                                            |
| Flächeninhalt                              | {\displaystyle A={\sqrt {(e+f+g+h)\cdot (e\cdot f\cdot g+f\cdot g\cdot h+g\cdot h\cdot e+h\cdot e\cdot f)}}}                                                                               |                                            |
| Flächeninhalt                              | {\displaystyle A={\sqrt {a\cdot b\cdot c\cdot d-(e\cdot g-f\cdot h)^{2}}}} |                                            |
| Flächeninhalt                              | {\displaystyle A={\sqrt {a\cdot b\cdot c\cdot d}}\cdot \sin \left({\frac {\alpha +\gamma }{2}}\right)={\sqrt {a\cdot b\cdot c\cdot d}}\cdot \sin \left({\frac {\beta +\delta }{2}}\right)} |                                            |
| Umfang                                     | {\displaystyle U=2\cdot (a+c)=2\cdot (b+d)} |                                            |
| Länge der Diagonalen                       | {\displaystyle p={\sqrt {\frac {(e+g)\cdot [(e+g)\cdot (f+h)+4\cdot f\cdot h]}{f+h}}}} |                                            |
| Länge der Diagonalen                       | {\displaystyle q={\sqrt {\frac {(f+h)\cdot [(e+g)\cdot (f+h)+4\cdot e\cdot g]}{e+g}}}} |                                            |
| Inkreisradius                              | {\displaystyle r={\frac {A}{a+c}}={\frac {A}{b+d}}} |                                            |
| Inkreisradius                              | {\displaystyle r={\sqrt {\frac {e\cdot f\cdot g+f\cdot g\cdot h+g\cdot h\cdot e+h\cdot e\cdot f}{e+f+g+h}}}}                                                                               |                                            |

Mithilfe des Satz des Pythagoras und des Kosinussatz erhält man die Längen der tangentialen Sehnen {\displaystyle k={\overline {PR}}} und {\displaystyle l={\overline {QS}}}. Es gilt
{\displaystyle k={\sqrt {\frac {e\cdot f\cdot g+f\cdot g\cdot h+g\cdot h\cdot e+h\cdot e\cdot f}{(e+f)\cdot (g+h)\cdot (e+g)\cdot (f+h)}}}}
{\displaystyle l={\sqrt {\frac {e\cdot f\cdot g+f\cdot g\cdot h+g\cdot h\cdot e+h\cdot e\cdot f}{(e+h)\cdot (f+g)\cdot (e+g)\cdot (f+h)}}}}
Daraus ergibt sich das Längenverhältnis
{\displaystyle {\frac {k}{l}}={\sqrt {\frac {(f+g)\cdot (e+h)}{(e+f)\cdot (g+h)}}}={\sqrt {\frac {b\cdot d}{a\cdot c}}}}

## Gleichungen
Für die Winkel jedes Tangentenvierecks gelten folgende Gleichungen:
{\displaystyle \sin \left({\frac {\alpha }{2}}\right)={\sqrt {\frac {e\cdot f\cdot g+f\cdot g\cdot h+g\cdot h\cdot e+h\cdot e\cdot f}{(e+f)\cdot (e+g)\cdot (e+h)}}}}
{\displaystyle \sin \left({\frac {\beta }{2}}\right)={\sqrt {\frac {e\cdot f\cdot g+f\cdot g\cdot h+g\cdot h\cdot e+h\cdot e\cdot f}{(f+e)\cdot (f+g)\cdot (f+h)}}}}
{\displaystyle \sin \left({\frac {\gamma }{2}}\right)={\sqrt {\frac {e\cdot f\cdot g+f\cdot g\cdot h+g\cdot h\cdot e+h\cdot e\cdot f}{(g+e)\cdot (g+f)\cdot (g+h)}}}}
{\displaystyle \sin \left({\frac {\delta }{2}}\right)={\sqrt {\frac {e\cdot f\cdot g+f\cdot g\cdot h+g\cdot h\cdot e+h\cdot e\cdot f}{(h+e)\cdot (h+f)\cdot (h+g)}}}}
{\displaystyle \tan \left({\frac {\angle ABD}{2}}\right)\cdot \tan \left({\frac {\angle BDC}{2}}\right)=\tan \left({\frac {\angle ADB}{2}}\right)\cdot \tan \left({\frac {\angle DBC}{2}}\right)}

## Sehnentangentenviereck

### Vereinfachte Flächeninhaltsberechnung
Ein interessanter Spezialfall liegt vor, wenn ein Tangentenviereck die Bedingung
{\displaystyle \alpha +\gamma =\beta +\delta }
erfüllt. Unter dieser Voraussetzung ist das Tangentenviereck zugleich ein Sehnenviereck, also ein Viereck mit Inkreis und Umkreis, und wird deshalb auch als Sehnentangentenviereck bezeichnet. Die Formel für den Flächeninhalt liefert in diesem Fall das einfache Ergebnis
{\displaystyle A={\sqrt {a\cdot b\cdot c\cdot d}}}

### Spezielle Eigenschaften

Sehnentangentenviereck

Da die Konstruktion eines Sehnentangentenvierecks aufwändiger ist als die eines reinen Sehnen-, bzw. Tangentenvierecks, liefert der nachfolgende Satz ein Kriterium, welches die Konstruktion erleichtert:
Ein Tangentenviereck ist genau dann ein Sehnentangentenviereck, wenn die Verbindungsstrecken gegenüberliegender Berührpunkte des Inkreises senkrecht aufeinander stehen.
Beweis:
Zu zeigen ist, dass das Tangentenviereck {\displaystyle ABCD} genau dann zugleich ein Sehnenviereck ist, wenn {\displaystyle \phi =90^{\circ }} gilt.
Anders ausgedrückt ist somit zu zeigen:
{\displaystyle \beta +\delta =180^{\circ }\Leftrightarrow \phi =90^{\circ }}
Da die beiden Dreiecke {\displaystyle EGM_{1}} und {\displaystyle FHM_{1}} gleichschenklig sind, haben die Winkel {\displaystyle \angle M_{1}GE} und {\displaystyle \angle GEM_{1}} jeweils die Weite {\displaystyle \alpha } und die Winkel {\displaystyle \angle HFM_{1}} und {\displaystyle \angle M_{1}HF} jeweils die Weite {\displaystyle \gamma }.
Das Viereck {\displaystyle SECF} hat die Innenwinkelsumme
{\displaystyle (90^{\circ }-\alpha )+\beta +(90^{\circ }+\gamma )+\phi =360^{\circ }\Leftrightarrow \beta =\alpha -\gamma -\phi +180^{\circ }}.
Das Viereck {\displaystyle AHSG} hat die Innenwinkelsumme
{\displaystyle \delta +(90^{\circ }-\gamma )+\phi +(90^{\circ }+\alpha )=360^{\circ }\Leftrightarrow \delta =\gamma -\phi -\alpha +180^{\circ }}.
Nach Addition dieser beiden Gleichungen erhält man:
{\displaystyle \beta +\delta =360^{\circ }-2\phi }
Also ist {\displaystyle \beta +\delta =180^{\circ }} genau dann, wenn {\displaystyle \phi =90^{\circ }}, was zu zeigen war.